# 60P/Tsuchinshan
60P/Tsuchinshan (także Tsuchinshan 2) – kometa krótkookresowa, należąca do rodziny Jowisza.

## Odkrycie
Kometa została odkryta 11 stycznia 1965 roku w chińskim obserwatorium astronomicznym Zijinshan w Nankinie.

## Orbita komety
Orbita komety 60P/Tsuchinshan ma kształt elipsy o mimośrodzie 0,54. Jej peryhelium znajduje się w odległości 1,62 j.a., aphelium zaś 5,39 j.a. od Słońca. Jej okres obiegu wokół Słońca wynosi 6,56 roku, nachylenie do ekliptyki to wartość 3,61˚.